# Franciszek Borzyszkowski
Franciszek Borzyszkowski (ur. w 1892, zm. w 1981), ps. „Langiewicz” – rolnik, działacz społeczny, kierownik powiatowego wydziału organizacyjnego na pow. kościerski Tajnej Organizacji Wojskowej „Gryf Pomorski”.

## Życiorys
Urodził się 11 września 1892 r. w Jabłuszku w pow. kościerskim jako syn Pawła i Marianny z Rolbieckich.
Rodzice posiadali duże gospodarstwo rolne, na terenie którego znajdowała się 4-klasowa szkoła powszechna, do której uczęszczał Franciszek. Ukończył również kurs rybacki w Królewcu. Odbył służbę w armii niemieckiej. Po wybuchu pierwszej wojny światowej walczył w szeregach armii cesarskich Niemiec do 1918 r. na froncie wschodnim. Wspólnie z innymi mieszkańcami rodzinnej miejscowości doprowadził do tego, że Jabłuszko znalazło się w granicach Rzeczypospolitej. Był prezesem Polskiego Związku Zachodniego w Lipuszu oraz współpracował ze Związkiem Polaków w Niemczech. W czasie pobytu w Bytowie, który wówczas należał do Niemiec, został aresztowany i oskarżony o szpiegostwo. Dopiero interwencja władz polskich doprowadziła do jego uwolnienia. Był informatorem i współpracownikiem chojnickiej placówki Oddziału II Sztabu Generalnego WP.
Uczestniczył w walkach obronnych w ramach Obrony Narodowej we wrześniu 1939 r. Jego zniekształcone nazwisko znajduje się w księdze poszukiwanych Polaków przez okupacyjne władze niemieckie. W czasie okupacji wraz z całą rodziną udzielał pomocy ukrywającym się osobą m.in. ks. Józefowi Wyrczy czy Józefowi Gierszewskiemu. Od 1941 r. związał się z „Gryfem”. Został również kierownikiem wydziału organizacyjnego TOW „GP” na pow. kościerski. W pracy konspiracyjnej współpracował z bratem Pawłem.
Dnia 26 czerwca 1944 r. został aresztowany i osadzony w obozie Stutthof. Uczestniczył w ewakuacji obozu w trakcie której zbiegł pomimo tego, że był chory na tyfus.
Po wojnie nowe władze odebrały mu jego rodzinne gospodarstwo w ramach reformy rolnej. Dzięki wsparciu władz lokalnych za zasługi przetrwał jako dzierżawca części własnego gruntu. W latach sześćdziesiątych dzięki wsparciu życzliwych osób częściowo odzyskał własny majątek. Zmarł 10 lipca 1981 r. i pochowany został na cmentarzu w Lipuszu.